# А над Банатом страшила
А над Банатом страшила је југословенски телевизијски филм из 1980. године. Режирао га је Миљенко Дерета, а сценарио је писао Зоран Петровић.

## Улоге
| Глумац           | Улога |
| ---------------- | ----- |
| Боро Стјепановић |       |